# Raisa Michajlova
Raisa Pavlovna Kuznecova, coniugata Michajlova (in russo Раиса Павловна Кузнецова-Михайлова?; Mosca, 17 luglio 1937 – Mosca, 12 marzo 2014), è stata una cestista sovietica.

## Carriera
Con l'Unione Sovietica ha disputato quattro edizioni dei Campionati mondiali (1957, 1959, 1964, 1967) e quattro dei Campionati europei (1958, 1960, 1964, 1966).